# Hrubý Lesnov
Hrubý Lesnov (německy Groß Lessel) je malá vesnice, část obce Cetenov v okrese Liberec. Nachází se asi 1 km na severovýchod od Cetenova. Je zde evidováno 37 adres. Trvale zde žije 55 obyvatel.
Hrubý Lesnov je také název katastrálního území o rozloze 1,99 km2.

## Historie
První písemná zmínka o obci pochází z roku 1547.

## Pamětihodnosti
- Kaple svatého Linharta

## Galerie

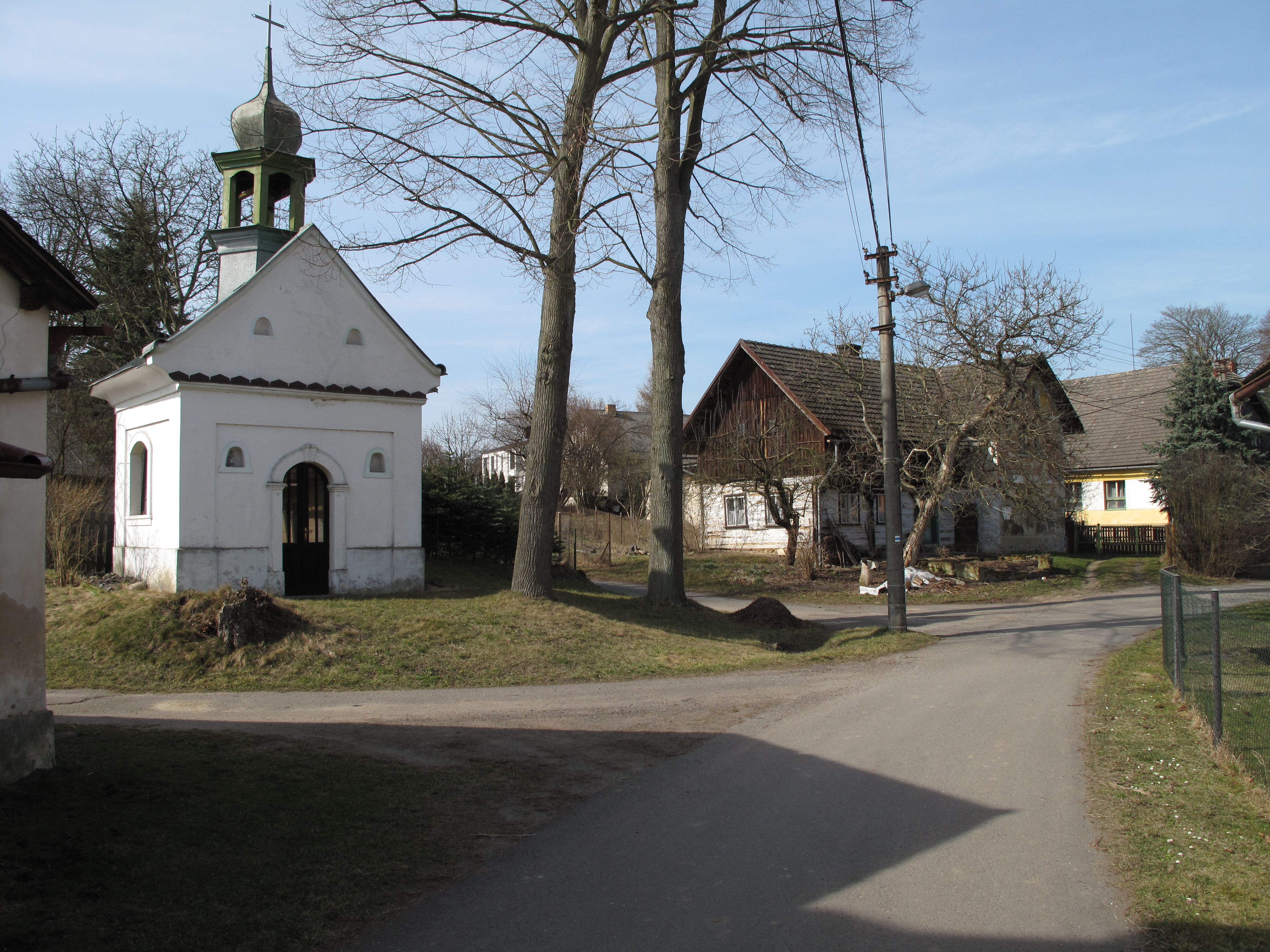
Kaple sv. Linharta
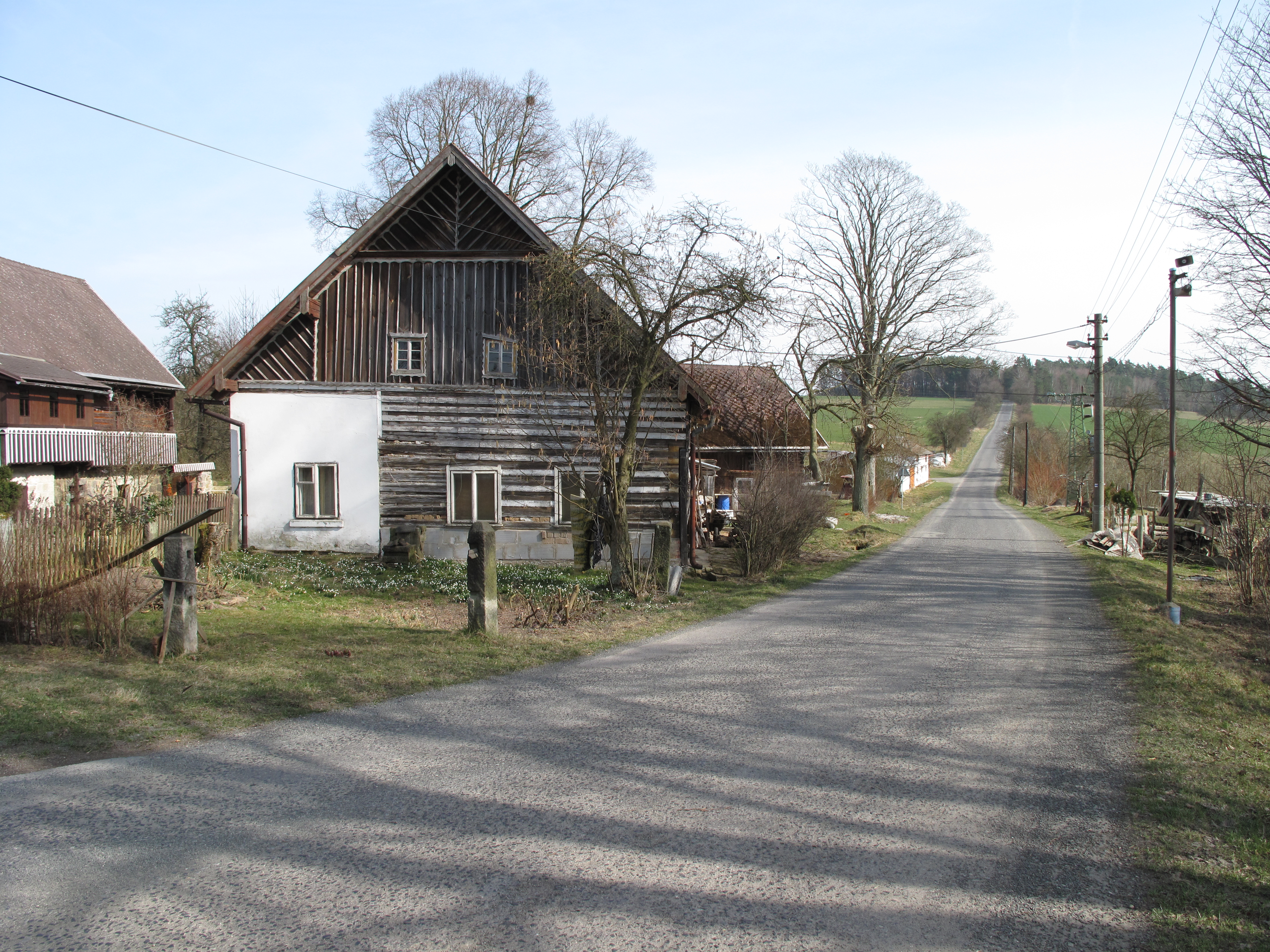
Roubenka
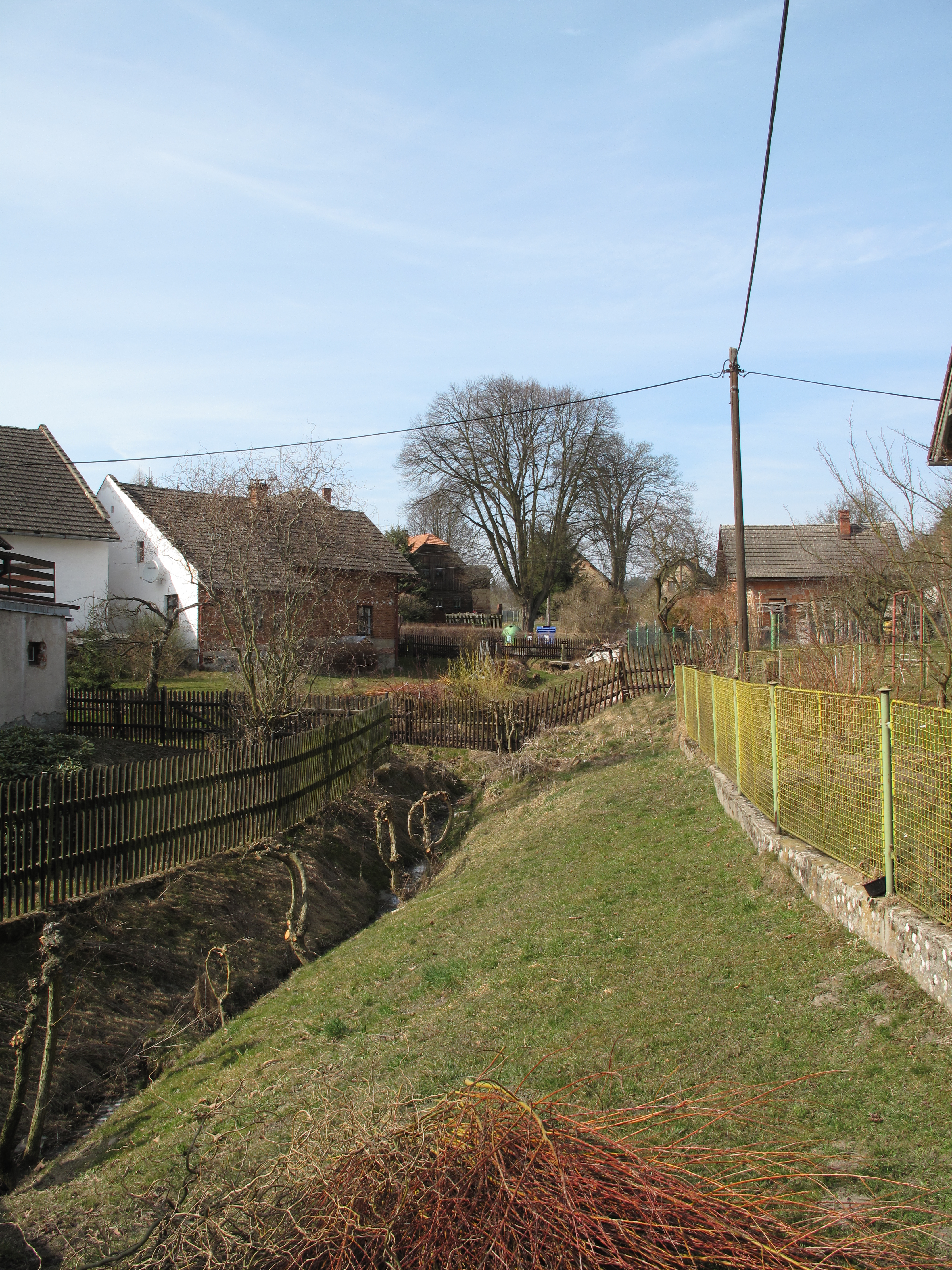
Potok